# Byzantijns-Seltsjoekse oorlogen
De Byzantijns-Seltsjoekse oorlogen waren een reeks van belangrijke veldslagen die de macht over Anatolië verschoof van de Byzantijnen naar de Seltsjoeken. Terwijl ze elkaar bevochten hadden beide te maken met grote onrust binnen hun eigen grenzen, vooral wanneer ze een nederlaag hadden gelegen.

## Wat voorafging
Na de val van het West-Romeinse Rijk bleef het Oost-Romeinse Rijk bestaan en veranderde steeds meer in een Grieks in plaats van een Latijns rijk. Het "nieuwe" Griekse rijk wordt door geschiedkundigen aangeduid als het Byzantijnse Rijk. Na aanvallen door de Omajjaden in de 7e en 8e eeuw, hadden de Byzantijnen eind 10e, begin 11e eeuw succes met het terugdringen van de Arabische invallen en wisten ze in 1025 een sterk rijk neer te zetten onder Basileios II.
In de 10e en 11e eeuw ontstond er in Centraal-Azië een nieuwe mogendheid onder de impuls van de Kyptsjaken, die een machtige confederatie oprichtten, die de meeste Turkse stammen (waaronder de Seltsjoeken) verenigde.
Voor de Seltsjoeken lagen de kaarten gunstig om aan te vallen. Het Byzantijnse Rijk had te maken met zwakke heersers, de verovering van Zuid-Italië door de Normandiërs en het Oosters Schisma, terwijl het Kalifaat aanzienlijk was verzwakt door de oorlogen tegen de Fatimiden en de Bujiden.
Aanvaringen tussen de Seltsjoeken en de Byzantijnen vonden pas plaats na de regeerperiode van Basileios II, toen de Byzantijns-Georgisch oorlogen in het voordeel van het Byzantijnse Rijk waren beslecht.

## Togrul Beg (1038-1063)
De Seltsjoeken onder leiding van Togrul Beg hadden sinds het begin van de 11e eeuw hun gebied vanuit Centraal-Azië richting het westen uitgebreid. In 1040 onderwierpen ze daarbij de Ghaznaviden (Slag bij Dandanaqan).
In 1045 palmden de Byzantijnen Armenië in en kwamen ze voor het eerst oog in oog te staan met de Seltsjoeken.
De Byzantijnse keizer Constantijn IX steunde de invloedrijke Liparitidenfamilie, zijn bondgenoot in de oorlog tegen de Georgische koning Bagrat IV. Gezamenlijk vielen ze het Emiraat Tbilisi binnen, sinds de 8e eeuw een deel van het Kalifaat. In september 1048 leidde dat tot de Slag bij Kapetron, in de buurt van het huidige Erzurum. De gecombineerde Byzantijns-Georgische legers, zo'n 50.000 man in totaal, werden door de Seltsjoeken verpletterend verslagen. Naast buit namen de Seltsjoeken ook gevangenen mee, waaronder de Georgische bevelhebber Liparit. De voorheen economisch welvarende regio werd geruïneerd achtergelaten.
De Seltsjoeken trokken ook op richting het Midden-Oosten. In 1055 veroverden ze Bagdad, de hoofdstad van het Kalifaat. Togrul Beg heerste als wereldlijk heerser, maar bleef de geestelijke autoriteit van de Abbasidische kaliefen erkennen.

## Alp Arslan (1063-1072)

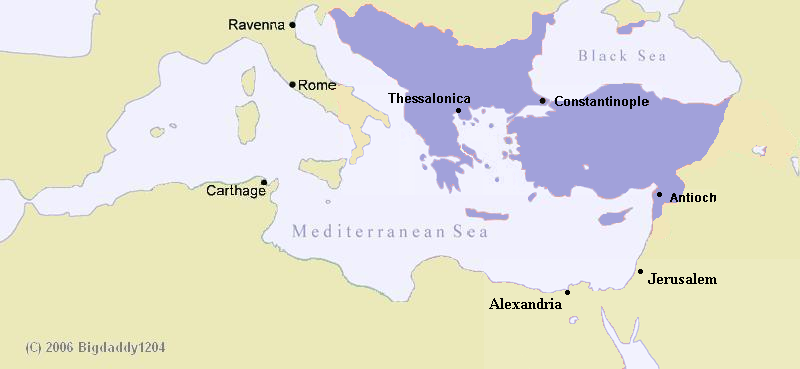
Het Byzantijnse Rijk vóór de Slag bij Manzikert.

Keizer Constantijn X Doukas bracht Byzantium op de rand van de afgrond. Zijn opvolger Romanos IV Diogenes probeerte tevergeefs het tij te keren.
In 1067 vielen de Seltsjoeken Caesarea (de Slag bij Caesarea) aan en in 1069 Iconium (Konya). Een Byzantijnse tegenaanval dreef de Seltsjoeken weg van deze gebieden. Andere aanvallen door de Byzantijnen wisten de Seltsjoeken terug te dringen over de Eufraat.
In 1071 verzamelde Romanos naast zijn leger een allegaartje van huurlingen. Historici spreken van in totaal 40 à 70 duizend soldaten. Bij de Slag bij Manzikert stonden zij tegenover een half zo groot, goed georganiseerd Seltsjoeks leger onder leiding van Alp Arslan. Wat volgde is volgens John Julius Norwich de grootste ramp die het Byzantijnse Rijk is overkomen: Romanos werd gevangengenomen en Anatolië lag open voor verovering door de Seltsjoeken.
Alp Arslan kon niet lang van zijn overwinning genieten, want het jaar daarop werd hij vermoord.

## Malik Sjah I (1072-1092)

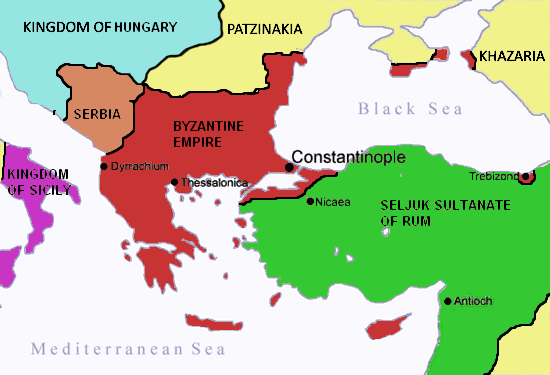
Het Byzantijnse Rijk in 1081.

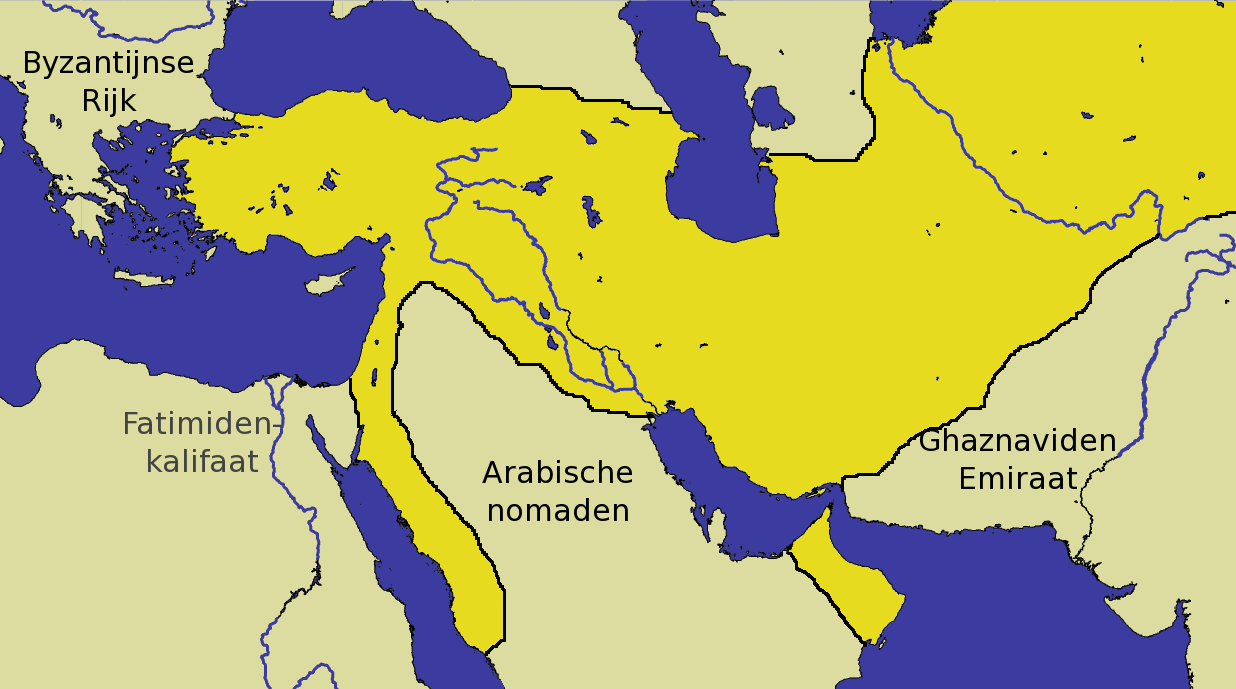
Het Seltsjoekenrijk bij de dood van Malik Sjah in 1092.

Alp Arslan werd opgevolgd door zijn zoon, Malik Sjah I. Malik Sjah verdreef de Fatimiden tot ver in Egypte en veroverde zo de Levant.
Binnen het Byzantijnse Rijk twistten de families Doukas en Komnenen om de macht. In 1081 werd als compromis het huwelijk tussen Alexios I Komnenos en Irene Doukas gesloten, dit tot groot ongenoegen van Robert Guiscard, de Normandische heerser van Zuid-Italië, wiens dochter verloofd was met de zoon van Michaël VII Doukas. Deze verloving werd verbroken, waarop Guiscard Byzantium aanviel. Deze aanval werd door verplichtingen elders onderbroken en Guiscard overleed voor hij de oorlog met Byzantium kon hervatten.
Ondertussen verloor het Byzantijnse Rijk in 1077 Nicea en in 1084 Antiochië en daarmee ook de rest van Byzantijns Syrië.
In 1088 kwam er een leerling van Cluny, de motor achter de reconquista, op de pauselijke troon: paus Urbanus II.
Na de dood van Malik Sjah in 1092 viel het Seltsjoekse rijk uiteen in drie verschillende delen. Elk deel werd geregeerd door een van Malik Sjahs zonen.

## Sultanaat Rûm en de Eerste Kruistocht (1092-1118)

Anatolië voor 1097

Malik Sjahs zoon Kilij Arslan I stichtte in Anatolië een nieuw rijk: het Sultanaat van Rûm, met als hoofdstad Niceae, bakermat van het christendom (zie Eerste Concilie van Nicea).
Dit gegeven kwam aan de orde tijdens het Concilie van Piacenza van 1095, waar vertegenwoordigers van Byzantium de situatie kwamen bepleiten. De Synode van Clermont zette het licht op groen voor de Eerste Kruistocht. Met hulp van de kruisvaarders wisten de Byzantijnen zuidelijk Anatolië en Nicea (Beleg van Nicea) te heroveren. Wat volgde waren de Slag bij Dorylaeum, het Beleg van Antiochië, het Beleg van Jeruzalem en de Slag bij Ascalon. De kruisvaarders stichtten ook de eerste Kruisvaardersstaten.

## Johannes II Komnenos (1118-1143)
Interne strijd in het Sultanaat van Rûm maakte het Alexios' opvolger Johannes II Komnenos mogelijk het sultanaat in te sluiten, door de noordkust van Anatolië tot en met Trebizonde aan de Zwarte Zee te heroveren en Cilicisch-Armenië aan de zuidkust te onderwerpen. De oostgrens kwam dicht bij de vijandelijke hoofdstad Iconium te liggen. De macht van het Byzantijnse Rijk werd hersteld, maar een poging om de ontrouwe Kruisvaarderstaten in te palmen mislukte.

## Manuel I en de Tweede Kruistocht (1143-1180)
Johannes II stierf in 1143. Tijdens het bewind van zijn zoon, Manuel I Komnenos, veranderde er fundamenteel niets, behalve de opkomst van een nieuwe speler in de Levant: de Zengidynastie (Zengi, Nur ad-Din en Saladin).
Tweemaal werd er een vergeefse poging ondernomen om Iconium, de hoofdstad van het Sultanaat van Rûm, te veroveren. De eerste keer was in 1147, tijdens de Tweede Kruistocht, door de Duitser keizer Koenraad III. De tweede keer was in 1176 en leidde tot de Slag bij Myriokephalon, waar de Seltsjoeken de Byzantijnen versloegen, waarna de veroveringen door de Byzantijnen tot stilstand kwamen.

## Einde

Byzantium na 1204

In 1194 stuurden de Chorasmiden het hoofd van de laatste sultan van het Seltsjoekenrijk, Togrul III, naar de kalief van Bagdad en viel het rijk uiteen.
Alexios IV Angelos beloofde hemel en aarde aan de Latijnse kruisvaarders om zijn gevangengenomen vader vrij te krijgen. In 1204 volgde hierop het Beleg van Constantinopel en daarmee het voorlopige einde van het Grieks-Byzantijnse Rijk. Byzantium werd opgedeeld in het Latijnse Keizerrijk, het keizerrijk Nicea, het keizerrijk Trebizonde en het despotaat Epirus. Het Sultanaat van Rûm zou nog tot 1307 blijven bestaan.

## Vervolg
Het oorlogsgeweld eindigde niet volledig, maar de conflicten werden steeds meer uitgevochten in kleine schermutselingen. Door een blunder bij het bewaken van de stad, slaagden de Byzantijnen onder de leiding van Alexios Strategopoulos in de nacht van 24 juli 1261 Constantinopel te heroveren.
Het Sultanaat van Rûm was een lappendeken van vorstendommen (beyliks). Begin 13e eeuw kreeg een Turkse stam (Kayis), op de vlucht voor de Mongolen, een streek rond de stad Söğüt in handen. In 1301 stond Osman I voor de poorten van Nicea: het begin van een nieuwe serie oorlogen, die uiteindelijk zou leiden tot de Val van Constantinopel in 1453 en de definitieve ondergang van het Byzantijnse Rijk.
De oorlogen zorgden ervoor dat de macht in het Midden-Oosten van de Byzantijnen en Fatimiden verschoof naar de Turken en uiteindelijk de mammelukken. Na de oorlogen zou nooit meer een christelijk rijk zoveel militaire en politieke macht over het Midden-Oosten krijgen en naarmate de bevolking in Anatolië zich meer en meer tot de islam bekeerde werd de kans op een succesvolle herovering kleiner en kleiner. Voor de Turken was het het begin van een machtstijdperk. Ondanks de aanvallen door de kruisvaarders vanuit het westen en de Mongolen vanuit het oosten wisten de Turken zich langzaam maar zeker bij de wereldmachten te voegen.